# إبراهيم إلياس عياد
إبراهيم إلياس عياد (1910-2005) رجل دين وسياسي فلسطيني، ولد في بلدة بيت ساحور، درس القانون في معهد الحقوق الحكومي في القدس ونال شهادة الحقوق. أنهى دراسته في اللاهوت ورُسم كاهناً في كنيسة نياحة العذراء على يد المطران فرنسيس فيلنجر النائب البطريركي العام. وكان أحد الأعضاء الناشطين في اللجنة القومية بالقدس عام 1936. استحق لقب فارس الكنيسة والوطن.
منحه الرئيس التشيلي إدوارد وفري وسام هيجنس الذي يعتبر من أرفع اوسمة الشرف في التشيلي لدوره في تعزيز علاقات الصداقة بين الشعبين عام 1998. ومنح وسام الإستحقاق والتميز الذهبي من رئيس دولة فلسطين عام 2018 وتسلمه عنه أولاده.
توفي في المستشفى الفرنسي في القدس في 8 يناير 2005 ودفن في جوار كنيسة سيدة الرعاة في بيت ساحور.

## مسيرته
إبراهيم الياس إبراهيم جبر عياد بدأ في عام 1928 أولى محاولاته في كتابة المقالات الوطنية المناهضة للصهيونية والتي نشرها في مجلة" رقيب صهيون" الصادرة في القدس.
عام 1940 عيّن كاهناً في رام الله، وأسس الكلية الأهلية وكانت ثاني مدرسة ثانوية في رام الله، وأسس أيضاً مجموعة كشفية لرعية اللاتين. وفي عام 1945 تسلم منصب رئيس المحكمة الكنسية اللاتينية في القدس.
تم تبرئته من تهمة إغتيال الملك عبد الله بتاريخ 20 تموز 1951، فعين كاهناً في قبرص لمدة 48 يوماً ثم انتقل للعمل في بيروت. وبقرار من رئيس الوزراء وصفي التل آنذاك عاد إلى القدس وعين كاهنا للرعية في عابود. وبعد عودته إلى بيروت عام 1957 أسس "جوقة مريم العذراء" وكان رئيسا للمحكمة الكنيسية اللاتينية في ذات الوقت.
أُعتمد كمستشار منظمة التحرير الفلسطينية للعلاقة مع الفاتيكان عام 1973. كان المفوض الفلسطيني العام لدول أمريكا اللاتينية والبحر الكاريبي والتي تضم 21 دولة في عام 1974. بالوقت الذي إنتزعت منظمة التحرير الفلسطينية الاعتراف الرسمي بها من قرابة 140 دولة عضواً في الأمم المتحدة.
تنقل بين باريس وتونس وبيروت وعمان حتى عاد عام 1996 إلى فلسطين واستقر في بيت جالا إثر إتفاق أوسلو.
شارك في مؤتمر عروبة القدس الذي عقد في قاعة المتحف الفلسطيني في القدس برئاسة كميل شمعون سفير لبنان في الأمم المتحدة آنذاك للرد على المحاولات اليهودية للفتنة بين المسلمين والمسيحيين في القدس خاصة وفي فلسطين عامة. واتخذ شعار من الكتاب المقدس "دافع عن الحق والرب الإله يدافع عنك".

## مناصبه
تولى عياد العديد من المناصب السياسية والدينية منها:
- عضو في بلدية القدس واللجنة القومية فيها.
- رئيس اللجنة الفلسطينية للمنظمات غير الحكومية في منظمة التحرير الفلسطينية.
- مستشار لرئيس اللجنة التنفيذية لمنظمة التحرير الفلسطينية الرئيس الراحل ياسر عرفات.
- عضو في كل من المجلس الوطني الفلسطيني والمجلس المركزي.